# ال‌جی نئون
ال‌جی نئون (به انگلیسی: LG Neon (GT365))، یک‌نمونه از گوشی‌های تلفن همراه سری یو‌اس‌آ جی‌اس‌ام (به انگلیسی: USA GSM (CB/CE/CG/CU)) شرکت ال‌جی الکترونیکس می‌باشد که توسط همین شرکت به بازار عرضه شده‌است. 